# Julien Copeaux
Julien Copeaux, né le 11 janvier 1972 à Nancy et mort le 6 mai 2003 à Marvejols, est un compositeur de musique contemporaine français.

## Parcours
Après des études de piano, Julien Copeaux découvre la composition et l'analyse au Conservatoire de Toulouse auprès de Bertrand Dubedout (en électroacoustique), qui l'invite à se produire au sein de l'ensemble Pythagore. Parallèlement, il entame une maîtrise de musicologie sur les analyses historiques du Sacre du printemps d'Igor Stravinsky (analyses d'Olivier Messiaen et de  Pierre Boulez). Venu à Paris, il obtient un premier prix en analyse dans la classe de Michaël Levinas, puis un premier prix à l'unanimité en esthétique dans la classe de Rémy Stricker. Professeur d'analyse dans le cadre de l'Ariam, il poursuit ses études de composition auprès d'Emmanuel Nunes au Conservatoire de Paris. Il meurt en 2003.
En 2003, Alain Berlaud lui dédie Cœur pour 4 voix, orchestre et sons électroniques, d'après le Popul Vuh et De mémoire indienne de Taka Ushte, pièce créée au CNSMDP. En 2005, la compositrice et interprète Caroline Marçot (née en 1974) lui dédie sa Némésis. L'œuvre a été commandée par Radio France. Elle est écrite pour douze voix solistes, clarinette et percussions. Towards the door we never opened, in memoriam Julien Copeaux de Fabien Lévy est écrit dix ans après sa disparition, et créé lors du festival de Witten (quatuor Xasax). En 2005 le compositeur Joël Merah lui dédie Dans un sommeil profond pour clarinette basse solo.

## Œuvres

### Musique de chambre
- Dans les pierres, pour alto et violoncelle, 2002
- Ils ne savent pas ce qu'ils font, mais ils le font, quatuor à cordes
- Sans Titre Pour 15 Instruments, 2001, (disque «JOURNÉES INTERNATIONALES DE LA COMPOSITION 2001 : HOMMAGE À BETSY JOLAS», édité par Centre de recherche et d'édition du Conservatoire (CREC))

### Musique vocale
- Capitolo Novo (commande de la Cité de la musique)[2], créé en 2004
- Pour Procuste